# Amy Williamsová
Amy Joy Williamsová (narozena 29. září 1982 v Cambridge) je bývalá anglická skeletonistka. V dresu Británie vyhrála olympijský závod na hrách ve Vancouveru roku 2010. Získala tím pro Británii zlato ze zimních her po třiceti letech, mezi ženami britský medailový půst trval ještě déle - od roku 1952. Jejím nejlepším výsledkem na mistrovství světa bylo druhé místo v roce 2009, na šampionátu v Lake Placid. Původně se věnovala běhu na 400 metrů, ke skeletonu se dostala až v 19 letech, v roce 2002. Roku 2012 ukončila kariéru, kvůli vleklým zraněním. Poté se stala televizní moderátorkou. Závodila též často v rallye.